# BUMP OF CHICKEN
BUMP OF CHICKEN（バンプ オブ チキン）は、日本のロックバンド。所属事務所はLONGFELLOW。レーベルはトイズファクトリー。略称は「バンプ（BUMP）」。

## メンバー
全員が1979年生まれで、千葉県佐倉市育ち（藤原は秋田県生まれ、升は宮城県生まれ）。同じ幼稚園に通っていた幼馴染である。なお「メンバーは皆平等」との考えから、バンド内でのリーダーは決めていない。詳細は各記事を参照。
| 名前     | パート                    | 生年月日               | 血液型 |
| -------- | ------------------------- | ---------------------- | ------ |
| 藤原基央 | ボーカル ギター 作詞 作曲 | 1979年4月12日（46歳）  | O型    |
| 増川弘明 | ギター コーラス           | 1979年12月20日（45歳） | A型    |
| 直井由文 | ベース コーラス           | 1979年10月9日（45歳）  | A型    |
| 升秀夫   | ドラムス コーラス         | 1979年8月10日（46歳）  | A型    |

## 来歴

### デビュー前
4人は幼稚園からの顔なじみであるが、幼稚園時代に藤原・直井・増川の3人は升の事を知らなかった。卒園後は、直井・升・増川の3人が同じ佐倉市立臼井小学校に通う。そして全員が同じ佐倉市立臼井西中学校へ進学し再会。4人ともバスケットボール部に所属していたが万年補欠だったため、よく「体育館倉庫を真っ暗にして行うかくれんぼ（暗闇ごっこ）」をするなどして親交を深めた。
1994年、中学3年生の頃学校の文化祭へ向けバンドを結成（当時のバンド名は“ハゲバンド”）。ザ・ビートルズの「ツイスト・アンド・シャウト」、ベン・E・キングの「スタンド・バイ・ミー」、LADIES ROOMの「ゲット・ロスト」をコピーし文化祭で初ライブを行う。結成当初、ギター担当は別のメンバーがいたために増川は幕の上げ下ろしなどのスタッフのような役割が主だった。
1995年にはオリジナル曲を持って次々と各地の大会へ出場する。同年秋には藤原が高校を中退し本格的に音楽活動へのめり込むようになっていた。藤原初の単独での作詞・作曲となったオリジナル曲「DANNY」（後に隠しトラックの形で収録）や「BUMP OF CHICKENのテーマ」（結成20周年記念 Special Live 「20」のLIVE CDに収録）などもこの頃に完成する。その後、増川が正式にギター担当としてバンドへ迎え入れられた。
1996年2月11日、現メンバーとなり、バンド名を「BUMP OF CHICKEN」（バンド名は「弱者の反撃」、「臆病者の一撃」という意味を持って名付けられた）に改名後初めての大会出場をティーンズ・ミュージック・フェスティバル'96で果たす。後にバンドはこの日を「結成記念日」とするようになった。
その夏にはBeat Brust in Japan に「ガラスのブルース」（後のアルバム『FLAME VEIN』収録曲）でエントリー、全国大会でグランプリを獲得。その後都内でのライブや千葉県内ツアーを経験した後に初の音源となる「BUMP OF CHICKEN（のテーマ）」「DANNY」「ガラスのブルース」等を収録したデモテープの製作・配布を開始。
この頃、デビュー前のTRICERATOPSと対バンで共演し、槇原敬之やTRICERATOPSの音楽プロデューサーの木崎賢治にスカウトされる。木崎は現在彼らが所属する事務所の取締役であり、エグゼクティブプロデューサーである。
増川と升の大学受験のための一時活動休止期間を経てからは1998年6月に劇団「すいっち」公演のミュージカル『はしるおんな』に生バンド役としてメンバーが出演。藤原も6曲ほど公演のために書き下ろす（藤原曰く、最初の「MOTOO FUJIWARA名義での活動」はこれであるとのこと）。
1998年10月24日には自身初のCD作品となるデモ『BUMP OF CHICKEN』を500枚限定で発売。その後わずか1か月で完売。

### 1999年 - 2000年:『FLAME VEIN』『THE LIVING DEAD』
1999年3月にハイラインレコーズからデビューアルバム『FLAME VEIN』をリリースした。多忙の合間を縫って強行的に行なわれたレコーディング期間はわずか3日間であった。同年春に、浪人していた増川が大学に合格。
2000年3月にアルバム『THE LIVING DEAD』を同じくハイラインレコーズからリリース。上記の2つのアルバムは共に廃盤となっており、2004年4月に再発盤が発売されている。なお、この再発盤『FLAME VEIN』には「バトルクライ」が隠し的要素で収録され、それに伴い『FLAME VEIN+1』と表記変更された。

### 2000年 - 2002年:『jupiter』
2000年9月20日に1stシングル「ダイヤモンド」をリリースし、トイズファクトリーからメジャーデビューを果たす。2001年3月14日に発売された2ndシングル「天体観測」が、累計で55万枚以上を売り上げる大ヒットとなりバンドの知名度が大きく上昇。この楽曲から着想を得たテレビドラマ『天体観測』も2002年夏に放送された。
同年10月17日リリースの3rdシングル「ハルジオン」を経て、2002年2月20日に発売されたメジャー1作目となるスタジオ・アルバム『jupiter』は、バンド初のオリコンアルバム週間チャート初登場1位を記録した。また『jupiter』発売に伴い、2002年3月23日から4月21日にかけてツアー「POKISTA 21」を開催した。

### 2002年 - 2004年:『ユグドラシル』
アルバム『jupiter』発売後にBUMP OF CHICKEN主催の対バンツアー『BAUXiTE page1』を開催。旧友のSyrup16g、BURGER NUDS、ハックルベリーフィンらと全国3か所を回る。そして、同年12月18日には4thシングル「スノースマイル」を発売。
2003年3月12日に5thシングル「ロストマン/sailing day」を発売。「sailing day」はアニメ映画『ONE PIECE THE MOVIE デッドエンドの冒険』の主題歌となった。その後2003年春から翌2004年までは、アルバム『ユグドラシル』のセッションとレコーディングが行なわれ、夏以降は表立った活動は行われなかった。
2004年3月31日、ファーストアルバム『FLAME VEIN』から「アルエ」をリカットシングルとして発売。5月29日には地元の佐倉市民体育館にて完全招待制フリーライブを行い、スペースシャワーTVで全国に生中継された。同年7月7日には『ユグドラシル』からの先行シングルとなる8thシングル「オンリー ロンリー グローリー」を発売し、初となるオリコンシングル週間チャート1位を獲得。8月25日に発売されたメジャー2作目となるスタジオ・アルバム『ユグドラシル』もオリコン週間アルバムチャートで初登場1位を獲得し、収録曲のうち「車輪の唄」が同年12月1日にシングルカットされた。
『ユグドラシル』発売に伴い、同年9月17日から11月20日にかけて全国ツアー「MY PEGASUS」を開催。
12月には幕張メッセで2日間で3万人を動員する単独ライブとしては最大規模のライブ（全国ツアー「MY PEGASUS」の最終公演「PEGASUS YOU」）を行い、初日にはNHKの番組『スーパーライブ』用の収録も行われる（地上波テレビとしては初の大々的な露出）。この後、年末には韓国でのライブも行っている。

### 2005年 - 2007年:『orbital period』
2005年7月21日に発売された10thシングル「プラネタリウム」で自己最高の初動売上を記録。この記録は同年11月23日に発売された11thシングル「supernova/カルマ」でさらに更新し、自身最大のヒット曲である「天体観測」に迫る50万枚近い売り上げを記録。2006年度オリコン年間シングルチャートで9位にランクインしてシングル・アルバム通じて初の年間TOP10入りを果たす。
2006年3月22日、藤原が書き下ろした、ゲーム『テイルズ オブ ジ アビス』用のサウンドトラック集『SONG FOR TALES OF THE ABYSS』（MOTOO FUJIWARA名義）が発売される。同年9月20日には楽曲「ギルド」の世界観をテーマにしたオリジナル無声映像作品『人形劇ギルド』をリリース。そして、同年11月22日に12thシングル「涙のふるさと」を発売し、「オンリー ロンリー グローリー」以来2年5か月ぶりとなる2度目のオリコンシングル週間チャート第1位を獲得した。
2007年7月16日にインディーズ時代に所属していたハイラインレコーズの10周年記念イベントにシークレットゲストとして登場し、498日ぶりにライブ復帰。夏のイベントにも出演した。同年10月24日にはシングル「花の名」「メーデー」を2枚同時リリースし、「花の名」は2作連続通算3作目のオリコンシングル週間チャート第1位を獲得、「メーデー」も2位となり史上7組目の1位・2位独占を達成した。「花の名」は映画「ALWAYS　続・三丁目の夕日」の主題歌に採用された。
同年12月19日には前作『ユグドラシル』より3年4か月ぶりとなるスタジオ・アルバム『orbital period』を発売。自己最高の初動売上を記録した。12月26日には全国FM放送協議会（JFN）主催の「FM FESTIVAL RADIO AWARD IN JAPAN "LIFE MUSIC 2007"」で「花の名」が大賞（LIFE MUSIC OF THE YEAR）を受賞した。また、『SPACE SHOWER Music Video Awards 2008』においても「BEST VIDEO OF THE YEAR」、「BEST YOUR CHOICE」、「BEST GROUP VIDEO」を受賞。同一年での三冠達成は史上初となった。
アルバム『orbital period』の発売の伴い、翌2008年1月10日から2月13日にかけてライブハウスツアー「ホームシック衛星」を、また2008年2月23日から７月5日にかけてアリーナツアー「ホームシップ衛星」を開催した。5月18日に行われた埼玉公演は特別番組としてNHKにて放送された。

### 2008年 - 2010年:『COSMONAUT』
2008年6月18日に、いままで発売されたシングルのカップリングに新曲「プレゼント」を収録したアルバム『present from you』を発売。2008年にリリースした作品はこのアルバムのみで、シングルは発売されなかった。
2009年11月25日、約2年ぶりとなる両A面シングル「R.I.P./Merry Christmas」をリリース。2009年にリリースしたCD作品はこのシングルのみとなった。
2010年4月14日には16thシングル「HAPPY」を、4月21日には17thシングル「魔法の料理 〜君から君へ〜」をリリース。オリコンチャートで「HAPPY」と「魔法の料理 〜君から君へ〜」の異なる作品で、2週連続1位を獲得した。「HAPPY」はBUMP OF CHICKENの作品では初となるオリコン月間1位を獲得し、「魔法の料理〜君から君へ〜」も月間2位を獲得したため、1位・2位を独占した。同年4月10日には「BUMP OF CHICKEN SECRET」として自身初のシークレットライブを六本木ヒルズアリーナで開催。
同年10月13日に18thシングル「宇宙飛行士への手紙/モーターサイクル」をリリース。自身初となる3作連続1位を獲得。同年12月15日には前作以来約3年ぶりとなるスタジオ・アルバム『COSMONAUT』をリリース。『ユグドラシル』以来3作振りとなるオリコンチャート初登場1位を獲得した。『友達の唄』の発売が決まっていたことや『ゼロ』のレコーディング作業もありリリース直後にツアーは行われなかったが、2011年12月5日から2012年1月31日にかけてライブハウスツアー『GOOD GLIDER TOUR』を、2012年4月7日から7月14日にかけてアリーナツアー『GOLD GLIDER TOUR』を開催し、7月3日の国立代々木競技場第一体育館公演を収録したバンド初の映像作品『BUMP OF CHICKEN GOLD GLIDER TOUR 2012』を2013年3月6日にリリースした。

### 2011年 - 2014年:『RAY』
2011年2月23日に19thシングル「友達の唄」を発売。同年5月11日に20thシングル「Smile」が発売され、楽曲の着うた、CDシングルの収益はすべて東日本大震災の義援金として日本赤十字社を通じて被災地に寄付された。同年10月19日には21stシングル「ゼロ」を発売し、この作品は「花の名」「メーデー」以来となる累計20万枚以上の高セールスを記録した。
2012年1月18日には22ndシングル「グッドラック」を発売し、7作目となるオリコンシングルチャート1位を獲得。同年9月12日には23rdシングル「firefly」を発売。本曲は連続ドラマ『息もできない夏』の主題歌に起用され、バンド史上初のテレビドラマ主題歌となった。
2013年7月3日には、初のベスト盤である『BUMP OF CHICKEN I <1999-2004>』・『BUMP OF CHICKEN II <2005-2010>』を発売。8月9日には地元千葉のQVCマリンフィールドにて自身初のスタジアムライブともなる「ベストアルバム発売記念ライブ」を開催。当日の模様はYouTubeを通じて全編がネット生中継された。並行し、実写映画『ガッチャマン』の主題歌に提供した新曲「虹を待つ人」を、自身初となる配信限定シングルとして8月21日にリリース。
2013年9月9日からアリーナツアー「WILLPOLIS 2013」を行い、ツアーファイナルとなった自身初の日本武道館ライブ（10月28日、29日）にて、2014年1月下旬にニューアルバム『RAY』のリリースを発表（ただし、2013年12月20日に、2014年の全国ツアーの開催決定と共に『RAY』の発売が2014年3月12日に延期されることが発表された）。収録予定の新曲「ray」もステージ上で初披露した。
2014年3月12日に、前作から3年3か月ぶりとなるオリジナル・アルバム『RAY』をリリース。同日、収録曲「ray」の別バージョンとして、バンド史上初のフィーチャリング・アーティストとして初音ミクを迎え、配信限定リリース。3月20日、公式サイトにて藤原が肺気胸で入院していたことが判明。同月31日に予定されていた新木場での単独ライブは7月15日に延期となることが発表された。藤原の病状が心配されたが、4月5日にアリーナツアー「WILLPOLIS 2014」がスタート。6月28日には台湾公演、7月31日にはツアーファイナルとして東京ドーム公演が行われた。また、ドーム公演の最後に披露された新曲は、明けて8月1日より配信限定シングル「You were here」としてリリースされた。前後して7月25日に『ミュージックステーション』（テレビ朝日）に初出演。地上波の生放送で初めて楽曲を披露した。
この一連のツアーの模様、特に東京ドーム公演までの軌跡が、同年10月にNHKのドキュメンタリー番組として取り上げられた。また、2015年2月4日に発売されるライブ&ドキュメンタリー映像作品『BUMP OF CHICKEN WILLPOLIS 2014』に先駆け、2014年12月5日から2週間限定で、バンド史上初めてのドキュメンタリー映画となる『BUMP OF CHICKEN "WILLPOLIS 2014" 劇場版』を劇場公開。この映画の前売り券販売は、初日2日間の売り上げが近年公開された全ての東宝系映画でナンバーワンとなった。

### 2014年 - 2016年:『Butterflies』
2014年11月28日に、漫画『3月のライオン』とのコラボレーション楽曲として書き下ろされた配信限定シングル「ファイター」がリリース。同日、白泉社から発売される『3月のライオン』10巻の特装版にも「ファイター」のCDがセットされる。また、翌11月29日には、映画『寄生獣』主題歌として書き下ろされた新曲「パレード」が配信限定シングルとしてリリースされた。
2015年4月22日には前作から約2年7か月ぶりとなる両A面シングル「Hello,world!/コロニー」をリリース。累計20万枚のヒットとなる。また、シングルリリース記念として、7月30日にインテックス大阪、8月4日に横浜アリーナでスペシャルライブを開催。会場のキャパに対して多数のチケット購入申し込みが寄せられたため、横浜公演の模様は全国の映画館にてライブビューイングが実施され、約4万7000人を動員した（ライブビューイングはバンド史上初である）。12月31日、『第66回NHK紅白歌合戦』に初出場。「COUNTDOWN JAPAN 15/16」のライブ会場から生中継で出演し、「ray」を披露した。
2016年2月10日に、前作から1年11か月ぶりとなるスタジオ・アルバム『Butterflies』をリリース。自身通算6作目となるオリコン週間アルバムチャート1位と初の月間アルバムチャート首位を獲得した。発売翌日には結成20周年記念Special Live『20』を地元である千葉・幕張メッセ国際展示場9〜11ホールで開催。2万5000人を動員した。この模様は2016年7月13日にリリースされたライブDVD/Blu-ray『BUMP OF CHICKEN 結成20周年記念 Special Live 「20」』にまとめられた。同年4月からはバンド初のスタジアムツアー「BUMP OF CHICKEN STADIUM TOUR 2016 "BFLY"」を開催。全6公演、計28万人を動員する自身最大級のツアーとなった。また最終公演となった横浜国際総合競技場（日産スタジアム）公演は2日間で14万人を動員した。この公演は映像化され、「BUMP OF CHICKEN STADIUM TOUR 2016 "BFLY" NISSAN STADIUM 2016/7/16,17」として同年12月21日にリリース。
前後してNHKの音楽番組『SONGS』に前年12月、同年2月と連続出演。これに対し数百通に渡る再放送のリクエストが殺到。同年5月には異例の「完全版」として再編集したものが放送された。同年2月28日、「SPACE SHOWER MUSIC AWARDS」で「PEOPLE'S CHOICE（一般投票によって決定し授与される優秀アーティスト賞）」を受賞。6月17日、カルピスウォーターのTVCMでオンエアされていた『Butterflies』収録曲「宝石になった日」のMVが公開された。

### 2016年 - 2019年:『aurora arc』
2016年7月、新曲「アリア」をTBS日曜劇場『仰げば尊し』の主題歌として提供、8月17日に配信限定リリース。2016年9月には、テレビアニメ『3月のライオン』のオープニングテーマに新曲「アンサー」、エンディングテーマに「ファイター」を提供、「アンサー」を12月21日に配信限定リリースした。また、翌2017年4月からテレビアニメ『GRANBLUE FANTASY The Animation』に『Butterflies』収録曲「GO」をオープニングテーマとして提供、同曲を使用したCM「グランブルーファンタジー」のオンエアも前月よりスタートした。
2017年1月28日、新曲「流れ星の正体」の弾き語りデモ音源を30日深夜までホームページ上で無料公開。また、バンド結成20周年の最終日となる2月10日にはアニバーサリーイヤーのうち最後の期間に制作された「リボン」を披露するスタジオライブ生配信（YouTube公式チャンネル、AbemaTV、スペシャアプリで配信）を行った。「リボン」は5月1日にデジタルシングルとしてリリースされ、同日にミュージックビデオも公開された。また、同日バンドの公式Twitterと公式Instagram が開設された。7月5日には、6月19日より放映されていた日清食品「カップヌードル」CMソング「記念撮影」をデジタルシングルとしてリリース。
2017年9月16日から翌2018年2月11日にかけて、全国ツアー「BUMP OF CHICKEN TOUR 2017-2018 "PATHFINDER"」を開催した。直前にアルバムリリースが行われないツアーであったが、実質的な「COSMONAUT」リリースツアーとなった「GOOD GLIDER TOUR」「GOLD GLIDER TOUR」（2011年〜2012年）を除けば、2006年の「run rabbit run」以来約11年半ぶりの「引っ提げないツアー」となった。追加公演および再追加公演を含めて全29公演を開催した。このうち2018年1月27日・1月28日に開催予定だったマリンメッセ福岡公演が、藤原のインフルエンザ罹患のため開催見合わせ（延期）となった（なお、振替公演は同会場で3月17日・3月18日に開催された）。ツアーファイナルのさいたまスーパーアリーナ公演（2018年2月10日・2月11日）では、同ツアーのスタジオコースト公演（2017年11月）の模様を収録したDVDおよびBlu-ray『BUMP OF CHICKEN PATHFINDER LIVE AT STUDIO COAST』が同会場限定で販売された（CDショップなどでは販売されず、のちにバンド公式サイトにて通信販売が行われたほか、福岡振替公演でも販売された）。8月8日にはさいたまスーパーアリーナ公演の2日目の模様を完全収録した『BUMP OF CHICKEN TOUR 2017-2018 PATHFINDER SAITAMA SUPER ARENA』が発売された。
ツアー「PATHFINDER」を終えるとバンドは制作期間に入った。2018年4月、テレビアニメ「重神機パンドーラ」に新曲「シリウス」をオープニング主題歌として、同じく新曲「Spica」をエンディング主題歌として提供した。「シリウス」は9月24日にデジタルシングルとして先行リリースされた。

6月には、ガンホー・オンライン・エンターテイメントとレベルファイブによる新作スマートフォン向けゲームアプリ『妖怪ウォッチ ワールド』のCMソングとして、新曲「望遠のマーチ」を提供した。7月23日に同曲をデジタルシングルとしてリリース。

10月、同月15日公開の映画『億男』の主題歌として新曲「話がしたいよ」を提供した。また同月には、テレビアニメ『からくりサーカス』にもオープニング主題歌として新曲「月虹」を提供した。さらに、同月19日放送の『ミュージックステーション』スペシャルに2014年7月以来約4年ぶりに出演し、「話がしたいよ」を披露した。テレビ出演自体も2016年の『SONGS』以来、約2年半ぶりとなった。

11月14日には約3年半ぶりのシングル「話がしたいよ/シリウス/Spica」を発売。また、「話がしたいよ」は10月15日にデジタルシングルとして先行リリースされた。

12月、ロッテ創業70周年記念スペシャルアニメーション『ベイビーアイラブユーだぜ』のテーマソングに新曲「新世界」を書き下ろし提供した。同月、2003年にリリースされた楽曲「ロストマン」が、サッポロビールのCM『第95回箱根駅伝 箱根駅伝のその先へ』のテーマソングとして起用されることが発表され、CMは翌1月2日、3日放送の『第95回東京箱根間往復大学駅伝競走』中に放映された。
2019年1月、TBS日曜劇場『グッドワイフ』に主題歌として新曲「Aurora」を書き下ろし提供した。

6月28日にはシングル「ダイヤモンド」から「Hello,world!/コロニー」およびアルバム「FLAME VEIN +1」から「Butterflies」までの全曲のストリーミング配信を開始。

7月10日には約3年半ぶりにメジャー通算7枚目となるオリジナルアルバム「aurora arc」をリリースし、7月12日から11月4日にかけてはドーム4ヶ所とライブハウス5ヶ所を巡る全18公演のツアー「aurora ark」を開催した。

### 2020年 - 2024年:『Iris』
2020年5月、2018年にリリースしたライブ映像作品『BUMP OF CHICKEN TOUR 2017-2018 PATHFINDER SAITAMA SUPER ARENA』のアンコールを除く本編映像をYouTubeにて期間限定で公開したほか、メジャーデビュー後の楽曲でこれまでYouTubeで公開されていなかったミュージック・ビデオをほぼ全て公開した。
8月24日、レギュラーラジオ番組『PONTSUKA!!』内で藤原が一般女性と結婚したことを発表。
9月10日、楽曲「Gravity」を配信リリース。9月18日公開のアニメーション映画『思い、思われ、ふり、ふられ』の主題歌に起用された。
9月18日、直井の過去の女性問題が報道された。これを受け、直井は謝罪文を公表。9月25日、直井を除く3人の声明文が発表され、直井の音楽活動休止を発表。当面の間はメンバー3人で活動することとなった。
9月29日、楽曲「アカシア」が起用された『ポケットモンスター』のコラボレーション・ミュージックビデオ「GOTCHA!」が公開。ミュージックビデオはボンズが制作し、松本理恵が監督を務めた。翌30日にシングルからの先行配信という形で配信リリース。11月4日には、約2年ぶりとなるフィジカルシングル『アカシア/Gravity』をリリース。同時にライブ映像作品『BUMP OF CHICKEN TOUR 2019 aurora ark TOKYO DOME』もリリースされた。
2021年2月11日、バンド結成25周年の日に約3ヶ月ぶりとなる楽曲「Flare」が配信リリースされた。
5月18日、NHK連続テレビ小説『おかえりモネ』に主題歌として書き下ろした「なないろ」を配信リリース。
6月6日、直井の活動再開を発表。9月5日には、レギュラー番組の「PONTSUKA!!」にも復帰した。
10月13日、楽曲「Small world」が『映画 すみっコぐらし 青い月夜のまほうのコ』の主題歌に起用されたことが発表され、それに合わせてアーティスト写真を更新、約1年ぶりに4人でのアーティスト写真が更新された。11月1日、同楽曲を配信リリース。
11月14日、YouTubeにてスタジオライブ「Silver Jubilee」を配信。2年ぶりにメンバー4人で出演した。直後にはフィジカルシングル「なないろ」の発売や 有観客ライブ2days「BUMP OF CHICKEN LIVE 2022 Silver Jubilee at Makuhari Messe 02/10-11」の開催が発表された。12月22日、フィジカルシングル「なないろ」発売。
12月31日、「第72回NHK紅白歌合戦」に「天体観測」「なないろ」で出演。2015年以来2度目の出演となった。
2022年2月14日、楽曲「クロノスタシス」が劇場版『名探偵コナン』シリーズの25作目『名探偵コナン ハロウィンの花嫁』の主題歌に起用されたことが発表された。4月11日、同楽曲を配信リリース。
7月2日・3日、「BUMP OF CHICKEN TOUR 2019 aurora ark」の東京ドーム公演以来約2年8か月ぶりの有観客ライブ「BUMP OF CHICKEN LIVE 2022 Silver Jubilee at Makuhari Messe 02/10-11」を幕張メッセ国際展示場9-11ホールで開催。当初は2月10、11日の2日間の開催を予定していたが、新型コロナウイルス感染拡大の影響で延期が決定。同年7月2、3日に振替公演が開催された。
7月3日、公式TikTokアカウントを開設。
9月15日、アニメ 「SPY×FAMILY」第2クールオープニングとして、楽曲「SOUVENIR」が使用されることが発表された。同時に、9月29日よりデジタルリリースの予告もされた。
10月24日から12月13日にかけてライブハウスツアー「BUMP OF CHICKEN TOUR 2022 Silver Jubilee」を全国6か所で全12公演開催。
10月25日、CDシングル『SOUVENIR』と映像作品『BUMP OF CHICKEN LIVE 2022 Silver Jubilee at Makuhari Messe』が12月21日に同時リリースされることが発表された（後に制作上の都合により2023年4月5日に延期）。また、2023年2月よりアリーナツアー「BUMP OF CHICKEN TOUR 2023 be there」の開催も発表された。
12月1日、「天体観測(2022 Rerecordiing Version)」が SUBARU新型『クロストレック』のCMソングとして使用されたことが発表された。
2023年3月31日、NHK総合にて『BUMP OF CHICKEN 18祭』が放送。翌4月1日には、同番組のテーマソングでパフォーマンスされた「窓の中から」が先行配信された。4月5日、同楽曲も収録されたCDシングル『SOUVENIR』とライブ映像作品『BUMP OF CHICKEN LIVE 2022 Silver Jubilee at Makuhari Messe』を同時発売。
5月24日、ライブ映像作品『BUMP OF CHICKEN TOUR 2022 Silver Jubilee at Zepp Haneda(TOKYO)』を発売。
5月28日、バンドの公式アプリ「be there」リリース。
12月11日、テレビアニメ『ダンジョン飯』のオープニング主題歌に起用された楽曲「Sleep Walking Orchestra」を配信リリース。
12月20日、ライブ映像作品『BUMP OF CHICKEN TOUR 2023 be there at SAITAMA SUPER ARENA』発売。
バンド結成28周年記念日の2024年2月11日から4月25日にかけて、2008年にアルバム『orbital period』を携えて行われたツアー「ホームシック衛星」のリバイバル公演として全国アリーナツアー「BUMP OF CHICKEN TOUR ホームシック衛星2024」を開催。全国8会場16公演で合計15万人を動員した。
2024年4月15日、映画『陰陽師0』の主題歌に起用された「邂逅」を配信リリース。
2024年7月31日、TBS系火曜ドラマ『西園寺さんは家事をしない』の主題歌に起用された「strawberry」を配信リリース。
2024年4月25日、同年9月4日に前作『aurora arc』より5年ぶりとなる10枚目のアルバム『Iris』のリリース、同年9月からドームツアー「BUMP OF CHICKEN TOUR 2024 Sphery Rendezvous」の開催を発表した。8月19日にホールとライブハウス10公演の追加が発表され、9月2日にはファイナル公演として、12月7日・8日に東京ドーム公演を2日間行うことが発表された。2019年に開催された「BUMP OF CHICKEN TOUR 2019 aurora ark」のファイナル公演以来、約5年ぶりの東京ドーム公演となる。最終的に同ツアーは全国のドーム・ホール・ライブハウス10会場にて19公演が開催された。

### 2025年 -
2025年6月25日、2017年に配信リリースされた楽曲「リボン」が、2025年8月1日に公開となるディズニー＆ピクサー映画『星つなぎのエリオ』の日本版エンドソングに決定した。
2025年11月14日、韓国のKINTEX HALL 7・8・10で開催される音楽イベント「WONDERLIVET 2025」に出演予定。初日のヘッドライナーを務める。

## 影響
バンドメンバー全員が好きだったバンドとして、グリーン・デイ、ニルヴァーナ、ザ・ストーン・ローゼズ、ザ・ポーグスなどがある。また、ケミカル・ブラザーズ、プロディジー、エイフェックス・ツイン、アンダーワールドなどをはじめとする1990年代のエレクトロニック・ミュージックも聴くという。
藤原は幼少期からMTVを見ており、当時人気だったミュージシャンはだいたい好きだったと述べている。中でも、ビリー・ジョエル、マイケル・ジャクソン、シンデレラ、ポイズン、ホワイトスネイク、デフ・レパード、スキッド・ロウ、エアロスミスなどをよく聴いたという。中学生の時には友人からビートルズを教えられ、高校生の時にはハードロックへと傾倒した。メタリカの「エンター・サンドマン」やガンズ・アンド・ローゼズのコピーをしていたという。その後、ハードロックやメロコア、ブリットポップなど、当時好きだったジャンルのアーティストのルーツとなる音楽を「掘り下げていく作業みたいなものも楽しいからやっていた」と述べている。その過程で、ネオアコ、ポール・ウェラー、ザック・ワイルドなどを知ることになる。中でもプライド・アンド・グローリーの衝撃は大きかったといい、その後レーナード・スキナード、ママス&パパス、オールマン・ブラザーズ・バンドなどのサザンロックに詳しくなっていった。ギタースタイルとしては、ザック・ワイルドが彼のヒーローとのこと。また、アイリッシュ・トラッドやブルーグラスのコンピレーションアルバムも愛聴しており、ジャクソン・ブラウンなども聴くという。
直井は、グリーンデイからパンク・ロックに傾倒し、その後はピクシーズなどシューゲイザーを聴いたと語っている。色々な音楽を吸収していることについて、直井は「藤原くんが作ってくるものって、ジャンルレスだしボーダレスなんですよ。だから、僕らもできるだけカッコいい音楽、全部にアンテナを張ってようと思うんです。」と述べている。

## 制作体制
所属事務所はロングフェロー（LONGFELLOW）で、ヒップランドグループ傘下の事務所だがBUMP OF CHICKENのほかにアーティストは所属していない。レーベルはトイズファクトリーで、ロングフェローがアーティストレーベルとして付く。プロデューサーはMORで、近年はProduce欄のクレジットに名が載るようになった。アーティストマネージャーは高橋浩章で、公式サイトでは「TAKAHASHI DIARY」を連載（由来は高橋書店の「手帳・ダイアリー」より）していた。
BUMP OF CHICKENのロゴデザインやシングル（『プラネタリウム』以降）のジャケットデザインはタイクーングラフィックスやVERDYなどが手がけている。
メジャーデビュー以降から2015年の「Hello,world!」までのミュージック・ビデオはほぼ全て映像作家の番場秀一の手によるもの。発売されているライブビデオや、映像作品『人形劇ギルド』の映像パートの製作も担当した。また、2005年初頭のNHKの番組『スーパーライブ』放送時には番組の演出も行った。SPACE SHOWER Music Video Awardsではネット投票による「BEST YOUR CHOICE」部門にて2004年、2005年、2008年、2014年に、それぞれ「ロストマン」「車輪の唄」「花の名」「虹を待つ人」のミュージック・ビデオで受賞している。「花の名」は「BEST YOUR CHOICE」の他に「BEST VIDEO OF THE YEAR」、「BEST GROUP VIDEO」も受賞。同一年での三冠達成は史上初となった。
2005年のインタビューによると、デビュー後はいわゆる「ボツ曲」が1曲も生まれていないという。つまり藤原がレコーディングに持ってきた曲はすべて何らかの形でリリースされてきたということになる。ただし、2010年のアルバム『COSMONAUT』のシングルについては、シングル用に曲を書くというスタイルではなく、アルバムストックの中からシングルを切っていくというスタイルが多用された。このため、「R.I.P.」「Merry Christmas」を除くシングル曲は、楽曲制作の時期とリリース時期との間に大きなタイムラグがある。例えば「HAPPY」は2008年11月に制作されたが、シングルとしてリリースされたのは2010年4月であり、実に1年5ヶ月も空いていることになる。また現在においても、書かれたがレコーディングを経ていない楽曲が多数ある。
藤原は雑誌のインタビューで「シングル曲と対になってるからこそカップリング。シングルに入ってる2つの曲はカップル。だからカップリング曲はこの位置が一番いいし、そういうふうに発想して作曲しているし、曲たちもそれを望んでいると思う」と発言しており、そのためかカップリング曲はアルバムには一切収録されていなかったが（唯一の例外は「LAMP」廃盤のため『FLAME VEIN+1』に転載収録された「バトルクライ」）、2008年にカップリング集『present from you』を発表した。メンバーはその理由に、カップリング曲がA面曲のおまけと評されファンに聴かれないことが残念だったことを挙げている。シングルのカップリング曲がアルバムに収録されないこと自体は、音楽業界ではごく当たり前に行われている。なお、2012年以降CDシングルをリリースするペースが急落しリリースする際も両A面やトリプルA面でのリリースのため、2022年7月現在カップリング曲が制作されたのは2012年の「firefly」に収録されている「ほんとのほんと」が最後である。
メジャーデビュー以降は楽曲制作に時間をかけており、1枚のアルバムを制作するのに数年単位の期間を要する場合が多い。
また、シングル曲は基本的にCD、配信に限らずすべて(「Merry Christmas」、「Smile(シングル・バージョン)」を除く)オリジナルアルバムに収録しているため、シングルリリースからアルバム収録までに大幅なタイムラグが生じることがある。例として『ユグドラシル』は収録曲で最初のシングル「スノースマイル」リリースから1年8ヶ月、『orbital period』は「プラネタリウム」発売から2年5ヶ月、『RAY』は「友達の唄」発売から3年1ヶ月、『aurora arc』は「アリア」発売から2年11ヶ月が、『Iris』は「Gravity」発売から4年が経過している。
2021年9月現在、『BUMP OF CHICKEN TOUR 2017-2018 PATHFINDER』のオープニングナンバーである「pathfinder」や『BUMP OF CHICKEN 結成20周年記念 Special Live 「20」』で映像化された「BUMP OF CHICKENのテーマ」など、一部スタジオ音源が公開されていない(ライブ音源は付属のライブアルバムに収録)。
2019年7月に楽曲のストリーミング配信が開始されたが、隠しトラック、ライブ音源の「pathfinder」「BUMP OF CHICKENのテーマ」は未解禁である。ただし「FLAME VEIN +1」に収録された「バトルクライ」は配信されている。
また、藤原は同じく雑誌のインタビューで「4人で歩いた帰り道の匂いとか、一緒に見た景色のこととか、鼻の奥がツンとなるようなものをレコーディングしたいんだ、僕らは。その再現性が、今一番理想に近いんです」と語っている。

## 音源
リリース音源はほぼ全てハーフ・ダウン・チューニング（ギターとベースは、レギュラーチューニングから全ての弦を半音下げた状態）で作られている。『ユグドラシル』収録の「asgard」「midgard」や『COSMONAUT』収録の「三ツ星カルテット」「beautiful glider」等では変則チューニングを用いて作られた。
シングル『Smile』を除く全てのCD・ビデオ・DVD・一部の公式スコアブック、公式アプリに隠しトラック・隠しジャケットが存在する。隠しトラックでは、通常と違い基本的にメンバー全員が曲作り（特に作詞）に参加している。隠しトラックは過去にカラオケで配信されていたことがあるが、現在はメンバーの意向により配信していない。また、CDケースのディスクを収めるプラスチックの台を取り外すと、CDの隠しトラックの歌詞が書かれたものが出てくる作品もあり、これは隠しジャケットと呼ばれている。一部DVD・Blu-ray作品の外側ジャケットの裏に別の絵柄が印刷されているものもある。また、バンド公式アプリ「BOC-AR」にも表記されていない隠し要素が存在する。隠しトラックの演奏はすべてBUMP OF CHICKENのメンバーによるものであるが、別名義となっている曲も存在している（例えば、『orbital period』収録の「BELIEVE」を歌っているのは「ハテナッチセブンクエスチョンズ」である）。なお、アルバム、映像作品の初回限定盤のようにCDとDVDまたはBlu-rayがセットの商品となっているものについては、片方に隠しトラックが収録され、もう片方には収録されないケースが存在している（例として、アルバム『RAY』の初回盤に付属した特典DVDまたはBlu-ray、および映像作品『BUMP OF CHICKEN TOUR 2017-2018 PATHFINDER SAITAMA SUPER ARENA』の初回盤に付属したCDには隠しトラックが収録されていない）。
CDの合計収録時間やトラック数などには意味が込められていると考えられている。例を挙げると、以下の通りである。
- 「天体観測」の「20分01秒」は発売年の「2001年」。
- 「涙のふるさと」の「20分06秒」は発売年の「2006年」。
- 「宇宙飛行士への手紙/モーターサイクル」の「20分10秒」は発売年の「2010年」。
- 「車輪の唄」の隠しトラックが「トラック12」の「24秒」から始まるのは「12月24日」から。
- 「魔法の料理 〜君から君へ〜」の「30分00秒」はメンバーが30歳になる年から。
- 「jupiter」などのアルバムの合計時間は60分、70分ジャスト。
- 「orbital period」のトラック数が「28」なのはアルバム名の由来にもなっている公転周期（軌道周期）から[注 13]。
- 「COSMONAUT」の全収録曲および総収録時間が19曲79分04秒なのは1979年生まれの4人という意味から。
- 「RAY」の総収録時間の1時間17分35秒は、メンバー全員が同作が発売された2014年で35歳になることから、いいな35歳という意味。

## 公式アプリ
アプリ名は「be there」 で、2023年5月28日リリース。
INSTYLE GROUP（INSTYLE PUBLISHING）とチームラボが共同で企画し、リリースされた。なお、チームラボは過去に同バンドのMV（「アリア」）やライブの演出を手掛けている。また、公式アプリのリリースと同時にリニューアルされたバンドの公式サイトもチームラボが手掛けている（開発・デザイン等）。

### 主な機能・コンテンツ
- LIVE MUSIC
- MEET NICOLE
- MUSIC
- MOVIE

※MUSICとMOVIEは有料会員（be there more）限定コンテンツ。

## 露出・プロモーション
以前は地上波テレビにはほとんど出演せず、ラジオや雑誌、後述の有料放送やインターネットなどを中心としたプロモーション方法が採られていた。現在は地上波でも、『JAPAN COUNTDOWN』（テレビ東京）には新作リリース前などに出演することがあるほか、2009年の『R.I.P./Merry Christmas』以来は朝の情報番組（『めざましテレビ』（フジテレビ）、『ZIP!』（日本テレビ）他）などにVTR出演することが多くなった。また、デビュー作『ダイヤモンド』を発売した際には、『ミュージックトマトJAPAN』（テレビ神奈川）に出演したことがある。
2010年、紅白歌合戦に出場するとの情報が一部報道ではあったが、結局出演せずに終わった。2012年に小田和正がホストを務める年末特番『クリスマスの約束』において、小田が「花の名」のカバーを披露した際に、出演を打診したが断られたと明かしている。
2014年7月、『ミュージックステーション』（テレビ朝日）スペシャルで、地上波のテレビで初めて楽曲を披露。「虹を待つ人」と「ray」の2曲をファンの前でライブ形式で演奏した。3時間に渡るスペシャルの大トリでの出演となった。
2015年には『第66回NHK紅白歌合戦』に初出場。ロックフェスティバル・COUNTDOWN JAPAN 15/16からの中継で「ray」を演奏した。同年の12月5日、翌年の2月13日には同じくNHKの音楽番組『SONGS』 に2度出演。各回、インタビューと4曲のスタジオライブが放送された。この2度の出演は反響が大きく、2016年4月30日には番組で演奏された8曲のスタジオライブ映像と、渋谷陽一によるメンバーへのインタビューに未公開シーンを加えた特別番組「SONGS BUMP OF CHICKEN 完全版〜永久保存スペシャル〜」が1時間10分にわたって放送された。
2018年10月には、『ミュージックステーション2時間SP』に4年ぶり2度目の出演。映画『億男』の主題歌の「話がしたいよ」を披露した。同番組には、『億男』主演の俳優・佐藤健と高橋一生も応援ゲストとして出演した。
2021年2月27日にはNHK『SONGS』に約5年ぶりの出演。テレビでは初披露となる「魔法の料理 〜君から君へ〜」「Aurora」「アカシア」「Flare」の4曲を当時不倫報道の影響で活動休止中の直井を除いた3人でパフォーマンスした。また、藤原による下北沢の街ロケも行われた。
2021年12月31日には『第72回NHK紅白歌合戦』に「なないろ」（朝の連続テレビ小説『おかえりモネ』主題歌）と「天体観測」で6年ぶり2度目の出演。この放送には直井も含むメンバー4人で出演した。
また、2021年2月まではテレビ出演の際に1度もショートバージョンでの披露を行っておらず、全曲がライブと同じくフルバージョンでのパフォーマンスとなっていたが、2021年12月31日の『第72回NHK紅白歌合戦』で「天体観測」をショートバージョンで披露した。ショートバージョンでの披露はライブを合わせても初である。
過去3回、ツアードキュメントとライブ映像を特集したNHKの番組が制作されている。2004年の「PEGASUS YOU」のドキュメントは演出を番場秀一が手がけ、2008年の「ホームシップ衛星」のドキュメントでは、長澤まさみがナレーションを務めた。2014年には初の東京ドーム公演の模様とその舞台裏が、『BUMP OF CHICKEN クリエイターたちとの創造』として放送され、ナレーションはBUMP OF CHICKENのファンと公言する松坂桃李が務めた。
bayfmでは、BUMP OF CHICKENのレギュラー・ラジオ番組『PONTSUKA!!』が毎週放送されている。なお、音楽がカットされたほぼ同内容をネット上でのストリーミング放送でも聴くことができる。

### スペースシャワーTVとの縁
BUMP OF CHICKENはスペースシャワーTVに度々出演している（以下は公式サイトの記載を元に構成）。
- 1999年11月、インディーズ時代のシングル「LAMP」がパワープレイである「POWER PUSH」に選ばれる。
- 2000年9月、スペースシャワーTVが主催するライブイベント「SWEET LOVE SHOWER」に出演。
- 2001年3月、メジャーデビュー後のシングル「天体観測」が、再び「POWER PUSH」に選ばれる。
- 同年4月、TV初のレギュラー番組『BUMP TV -Men'Experience-』放送開始。
- 2004年5月29日、デビュー5周年として、佐倉市民体育館にてワンマンライブが行われ、スペースシャワーで生中継。ちなみに、スペースシャワーTVではこの日を「BUMP DAY」と題し、これまでのライブや特別番組が一挙再放送された。
- 「アルエ」がシングルカットされた際に製作されたPVではこれらの映像の一部を使用している。
- 2006年4月、『SPACE SHOWER HOT 50 チャート★コバーン』第1回目のゲストとして、藤原がMOTOO FUJIWARA名義で出演。

この他にも新着ビデオの期間限定独占オンエアーや番組への出演などを行なっている。

## ファン層
オリコンが継続的に行っている調査「好きなアーティストランキング」によれば、2006年の調査で世代別10代に於いて第2位（10代男性は1位、10代女性は5位）、2012年の調査では10代で6位、20代で10位、2014年の調査では総合8位、10代で8位、20代で4位、30代で7位となっている。
同じミュージシャンからはRADWIMPSの野田洋次郎、Mr.Childrenの桜井和寿、スピッツの草野マサムネやコブクロの小渕健太郎、MAN WITH A MISSIONのジャンケン・ジョニー等が熱心なファンであることを公言している。特に桜井は、同バンドの楽曲をプライベートでも熱心に聴いたり歌ったりしており、楽曲を「太宰治レベルの芸術」と絶賛している。また、2000年代を総括するという旨の雑誌のインタビューでは、2000年代で最も印象的だった楽曲として「ロストマン」を挙げた。加えて、SEKAI NO OWARIのFukaseや米津玄師、優里らも自身の影響を受けたアーティストに同バンドを挙げている。
また、宇宙飛行士の野口聡一、フィギュアスケート選手の羽生結弦、ドラえもんの声優である水田わさび、女優の酒井美紀、千鳥のノブ等もBUMP OF CHICKENのリスナーとして知られている。

## チャリティ
2011年3月に発生した東北地方太平洋沖地震による東日本大震災に際しては、同バンド初となるチャリティ・ソング「Smile」を制作。震災から2ヵ月後の5月11日にシングルとして全国発売し、CDや配信などによる全ての収益を義捐金として日本赤十字社に寄付した（詳細はシングル「Smile」の項目を参照）。寄付金額の詳細はすべて1ヶ月おきに特設サイトで報告され、その総額は6962万7833円となった。
また、2011年末より興行されたBUMP OF CHICKENの全国ツアー「GOOD GLIDER TOUR」では、「東日本大震災チャリティーバンド」を販売。販売収益は1001万500円に達し、全額を義捐金として日本赤十字社に寄付した。
2016年4月に発生した熊本地震に際しては、同年のツアー「BFLY」のナゴヤドーム公演（5月8日）より復興支援のラバーバンドの販売を開始し、同じく福岡公演と横浜公演、さらに通信販売にて挙げた収益分の3500万円以上を同年9月30日付で義援金として日本赤十字社に寄付・送金したことをバンド公式ホームページで報告した。
また、2019年に行われたツアー「aurora ark」のファイナル公演となる東京ドームの会場や公式オンラインショップで販売されていたチャリティバンドがあり、この収益のすべては、日本赤十字社を通じて「令和元年台風第15号千葉県災害義援金」「令和元年台風第15号東京都義援金」「令和元年台風第19号災害義援金」として寄付される予定。

## ディスコグラフィ
※ 規格がCDとなっているものは全て12cmCDである。

### シングル

#### CDシングル
|     | 発売日         | タイトル | 規格 | 規格品番 | オリコン 最高位 | 収録アルバム    | RIAJ認定 |
| --- | -------------- | -------- | ---- | -------- | --------------- | --------------- | -------- |
| 1st | 1999年11月25日 | LAMP     | CD   | HLR-008  | 181位           | THE LIVING DEAD | 未公表   |

|      | 発売日         | タイトル                            | 規格       | 規格品番                      | オリコン 最高位 | 収録アルバム   | RIAJ認定     |
| ---- | -------------- | ----------------------------------- | ---------- | ----------------------------- | --------------- | -------------- | ------------ |
| 2nd  | 2000年9月20日  | ダイヤモンド                        | CD         | TFCC-87066                    | 15位            | jupiter        | 未公表       |
| 3rd  | 2001年3月14日  | 天体観測                            | CD         | TFCC-87080                    | 3位             | jupiter        | ゴールド(旧) |
| 4th  | 2001年10月17日 | ハルジオン                          | CD         | TFCC-89001                    | 5位             | jupiter        | ゴールド(旧) |
| 5th  | 2002年12月18日 | スノースマイル                      | CD         | TFCC-89049                    | 3位             | ユグドラシル   | ゴールド(旧) |
| 6th  | 2003年3月12日  | ロストマン/sailing day              | CD         | TFCC-89063（通常盤）          | 2位             | ユグドラシル   | プラチナ     |
| 6th  | 2003年3月12日  | ロストマン/sailing day              | CD         | TFCC-89064（期間限定盤）      | 2位             | ユグドラシル   | プラチナ     |
| 7th  | 2004年3月31日  | アルエ                              | CD         | TFCC-89099                    | 2位             | FLAME VEIN     | ゴールド     |
| 8th  | 2004年7月7日   | オンリー ロンリー グローリー        | CD         | TFCC-89109                    | 1位             | ユグドラシル   | プラチナ     |
| 9th  | 2004年12月1日  | 車輪の唄                            | CD         | TFCC-89121                    | 3位             | ユグドラシル   | ゴールド     |
| 10th | 2005年7月21日  | プラネタリウム                      | CD         | TFCC-89142                    | 4位             | orbital period | プラチナ     |
| 11th | 2005年11月23日 | supernova/カルマ                    | CD         | TFCC-89153（通常盤）          | 2位             | orbital period | プラチナ     |
| 11th | 2005年11月23日 | supernova/カルマ                    | CD         | TFCC-89154（期間限定盤）      | 2位             | orbital period | プラチナ     |
| 12th | 2006年11月22日 | 涙のふるさと                        | CD         | TFCC-89191                    | 1位             | orbital period | プラチナ     |
| 13th | 2007年10月24日 | 花の名                              | CD         | TFCC-89227                    | 1位             | orbital period | プラチナ     |
| 14th | 2007年10月24日 | メーデー                            | CD         | TFCC-89228                    | 2位             | orbital period | プラチナ     |
| 15th | 2009年11月25日 | R.I.P./Merry Christmas              | CD         | TFCC-89289                    | 2位             | COSMONAUT      | ゴールド     |
| 16th | 2010年4月14日  | HAPPY                               | CD         | TFCC-89300                    | 1位             | COSMONAUT      | ゴールド     |
| 17th | 2010年4月21日  | 魔法の料理 〜君から君へ〜           | CD         | TFCC-89303                    | 1位             | COSMONAUT      | ゴールド     |
| 18th | 2010年10月13日 | 宇宙飛行士への手紙/モーターサイクル | CD         | TFCC-89318                    | 1位             | COSMONAUT      | ゴールド     |
| 19th | 2011年2月23日  | 友達の唄                            | CD         | TFCC-89333                    | 2位             | RAY            | ゴールド     |
| 20th | 2011年5月11日  | Smile                               | CD+DVD     | TFCC-89335                    | 3位             | 未収録         | ゴールド     |
| 21st | 2011年10月19日 | ゼロ                                | CD+DVD     | TFCC-89349（期間限定盤）      | 2位             | RAY            | プラチナ     |
| 21st | 2011年10月19日 | ゼロ                                | CD         | TFCC-89350（通常盤）          | 2位             | RAY            | プラチナ     |
| 22nd | 2012年1月18日  | グッドラック                        | CD+DVD     | TFCC-89358（期間限定盤）      | 1位             | RAY            | ゴールド     |
| 22nd | 2012年1月18日  | グッドラック                        | CD         | TFCC-89359（通常盤）          | 1位             | RAY            | ゴールド     |
| 23rd | 2012年9月12日  | firefly                             | CD         | TFCC-89396                    | 2位             | RAY            | ゴールド     |
| 24th | 2015年4月22日  | Hello,world!/コロニー               | CD+DVD     | TFCC-89538（初回限定盤）      | 2位             | Butterflies    | ゴールド     |
| 24th | 2015年4月22日  | Hello,world!/コロニー               | CD+DVD     | TFCC-89539（期間限定盤）      | 2位             | Butterflies    | ゴールド     |
| 24th | 2015年4月22日  | Hello,world!/コロニー               | CD         | TFCC-89540（通常盤）          | 2位             | Butterflies    | ゴールド     |
| 25th | 2018年11月14日 | 話がしたいよ/シリウス/Spica         | CD+DVD     | TFCC-89665（初回限定盤）      | 3位             | aurora arc     | ゴールド     |
| 25th | 2018年11月14日 | 話がしたいよ/シリウス/Spica         | CD         | TFCC-89666（通常盤）          | 3位             | aurora arc     | ゴールド     |
| 26th | 2020年11月4日  | アカシア/Gravity                    | CD+DVD     | TFCC-89688 (アカシア盤)       | 2位             | Iris           | ゴールド     |
| 26th | 2020年11月4日  | アカシア/Gravity                    | CD+DVD     | TFCC-89689 (Gravity盤)        | 2位             | Iris           | ゴールド     |
| 27th | 2021年12月22日 | なないろ                            | CD+DVD     | TFCC-89726（初回生産限定盤A） | 1位             | Iris           | ゴールド     |
| 27th | 2021年12月22日 | なないろ                            | CD+Blu-ray | TFCC-89728（初回生産限定盤B） | 1位             | Iris           | ゴールド     |
| 27th | 2021年12月22日 | なないろ                            | CD         | TFCC-89730（通常盤）          | 1位             | Iris           | ゴールド     |
| 28th | 2023年4月5日   | SOUVENIR                            | CD+Blu-ray | TFCC-89751（初回仕様限定盤）  | 2位             | Iris           | TBA          |

#### 配信限定シングル
|      | 配信開始日 | 配信開始日    | タイトル                           | 最高位          | 最高位          | 最高位          | 最高位       | 収録アルバム | RIAJ認定       | RIAJ認定 |
| 年   | 月日       |               | タイトル                           |                 |                 |                 |              | 収録アルバム | RIAJ認定       | RIAJ認定 |
| 年   | 月日       | オリコン (DS) | タイトル                           | Billboard JAPAN | Billboard JAPAN | Billboard JAPAN |              | 収録アルバム | RIAJ認定       | RIAJ認定 |
| 年   | 月日       | オリコン (DS) | タイトル                           | JPN Hot         | DL              | ST              |              | 収録アルバム | RIAJ認定       | RIAJ認定 |
| 年   | 月日       | オリコン (DS) | タイトル                           | JPN Hot         | DL              | ST              | ダウンロード | 収録アルバム | ストリーミング |          |
| ---- | ---------- | ------------- | ---------------------------------- | --------------- | --------------- | --------------- | ------------ | ------------ | -------------- | -------- |
| 1st  | 2013年     | 8月21日       | 虹を待つ人                         | -               | 6位             | -               | -            | RAY          | -              | -        |
| 2nd  | 2014年     | 3月12日       | ray feat. HATSUNE MIKU             | -               | 3位             | 1位             | 72位         | 未収録       | -              | -        |
| 3rd  | 2014年     | 8月1日        | You were here                      | -               | 6位             | 1位             | -            | Butterflies  | -              | -        |
| 4th  | 2014年     | 11月28日      | ファイター                         | -               | 4位             | 1位             | -            | Butterflies  | -              | -        |
| 5th  | 2014年     | 11月29日      | パレード                           | -               | 8位             | 2位             | -            | Butterflies  | -              | -        |
| 6th  | 2016年     | 8月17日       | アリア                             | -               | 9位             | 2位             | -            | aurora arc   | -              | -        |
| 7th  | 2016年     | 12月21日      | アンサー                           | -               | 7位             | 2位             | -            | aurora arc   | ゴールド       | -        |
| 8th  | 2017年     | 5月1日        | リボン                             | -               | 2位             | 1位             | -            | aurora arc   | プラチナ       | -        |
| 9th  | 2017年     | 7月5日        | 記念撮影                           | 29位            | 3位             | 1位             | 51位         | aurora arc   | ゴールド       | -        |
| 10th | 2018年     | 7月23日       | 望遠のマーチ                       | 1位             | 5位             | 1位             | -            | aurora arc   | ゴールド       | -        |
| 11th | 2018年     | 9月24日       | シリウス                           | 1位             | 3位             | 1位             | -            | aurora arc   | -              | -        |
| 12th | 2019年     | 3月15日       | Aurora                             | 1位             | 5位             | 1位             | 30位         | aurora arc   | -              | -        |
| 13th | 2020年     | 9月10日       | Gravity                            | 1位             | 13位            | 1位             | 70位         | Iris         | -              | -        |
| 14th | 2020年     | 9月30日       | アカシア                           | 1位             | 3位             | 1位             | 18位         | Iris         | -              | プラチナ |
| 15th | 2021年     | 2月11日       | Flare                              | 2位             | 23位            | 2位             | -            | Iris         | -              | -        |
| 16th | 2021年     | 5月18日       | なないろ                           | 2位             | 3位             | 2位             | 48位         | Iris         | -              | ゴールド |
| 17th | 2021年     | 11月1日       | Small world                        | 2位             | 9位             | 2位             | -            | Iris         | -              | -        |
| -    | 2022年     | 3月25日       | 天体観測(2022 Rerecording Version) | 13位            | -               | -               | -            | 未収録       | -              | -        |
| 18th | 2022年     | 4月11日       | クロノスタシス                     | 1位             | 3位             | 1位             | 26位         | Iris         | -              | ゴールド |
| 19th | 2022年     | 9月29日       | SOUVENIR                           | 1位             | 2位             | 1位             | 14位         | Iris         | -              | プラチナ |
| 20th | 2023年     | 12月11日      | Sleep Walking Orchestra            | 1位             | 8位             | 1位             | -            | Iris         | -              | -        |
| 21st | 2024年     | 4月15日       | 邂逅                               | 2位             | 11位            | 2位             | -            | Iris         | -              | -        |
| 22nd | 2024年     | 7月31日       | strawberry                         | 1位             | 27位            | 1位             | -            | Iris         | -              | -        |

### アルバム

#### オリジナル・アルバム
|      | 発売日                | タイトル        | 規格       | 規格品番                        | オリコン 最高位 |
| ---- | --------------------- | --------------- | ---------- | ------------------------------- | --------------- |
| 1st  | 1999年3月18日         | FLAME VEIN      | CD         | HLR-004                         | 77位            |
| 1st  | 2004年4月28日（再発） | FLAME VEIN +1   | CD         | TFCC-86163                      | 16位            |
| 2nd  | 2000年3月25日         | THE LIVING DEAD | CD         | HLR-011                         | 51位            |
| 2nd  | 2004年4月28日（再発） | THE LIVING DEAD | CD         | TFCC-86164                      | 19位            |
| 3rd  | 2002年2月20日         | jupiter         | CD         | TFCC-86101                      | 1位             |
| 4th  | 2004年8月25日         | ユグドラシル    | CD         | TFCC-86171                      | 1位             |
| 5th  | 2007年12月19日        | orbital period  | CD         | TFCC-86245                      | 2位             |
| 6th  | 2010年12月15日        | COSMONAUT       | CD         | TFCC-86347                      | 1位             |
| 7th  | 2014年3月12日         | RAY             | CD+DVD     | TFCC-86456（初回限定盤）        | 1位             |
| 7th  | 2014年3月12日         | RAY             | CD         | TFCC-86457（通常盤）            | 1位             |
| 8th  | 2016年2月10日         | Butterflies     | CD+DVD     | TFCC-86550（初回限定盤A）       | 1位             |
| 8th  | 2016年2月10日         | Butterflies     | CD+Blu-ray | TFCC-86551（初回限定盤B）       | 1位             |
| 8th  | 2016年2月10日         | Butterflies     | CD         | TFCC-86552（通常盤）            | 1位             |
| 9th  | 2019年7月10日         | aurora arc      | CD+DVD     | TFCC-86679（初回限定盤A）       | 1位             |
| 9th  | 2019年7月10日         | aurora arc      | CD+Blu-ray | TFCC-86680（初回限定盤B）       | 1位             |
| 9th  | 2019年7月10日         | aurora arc      | CD         | TFCC-86681（通常盤）            | 1位             |
| 10th | 2024年9月4日          | Iris            | CD+Blu-ray | TFCC-81099～81100（初回限定盤） | 1位             |
| 10th | 2024年9月4日          | Iris            | CD         | TFCC-81101（通常盤）            | 1位             |

#### ベスト・アルバム
| 発売日        | タイトル                       | 規格 | 規格品番   | オリコン 最高位 |
| ------------- | ------------------------------ | ---- | ---------- | --------------- |
| 2008年6月18日 | present from you               | CD   | TFCC-86257 | 2位             |
| 2013年7月3日  | BUMP OF CHICKEN I <1999-2004>  | CD   | TFCC-86455 | 1位             |
| 2013年7月3日  | BUMP OF CHICKEN II <2005-2010> | CD   | TFCC-86466 | 2位             |

ライブアルバム
| 発売日         | タイトル                                                           | 規格         | 規格品番 | オリコン 最高位 |
| -------------- | ------------------------------------------------------------------ | ------------ | -------- | --------------- |
| 2024年12月19日 | BUMP OF CHICKEN TOUR ホームシック衛星2024 at ARIAKE ARENA - DAY2 - | デジタル配信 | -        |                 |

### 映像作品
| 発売日                 | タイトル                                                             | 規格         | 規格品番                               |
| ---------------------- | -------------------------------------------------------------------- | ------------ | -------------------------------------- |
| 2000年2月25日          | ビデオポキール                                                       | VHS          | HLR-010                                |
| 2002年3月22日（DVD化） | ビデオポキール                                                       | DVD          | HLR-025                                |
| 2004年4月28日（再発）  | ビデオポキール                                                       | DVD          | TFBQ-18046                             |
| 2002年12月18日         | jupiter                                                              | VHS          | TFVQ-68066                             |
| 2002年12月18日         | jupiter                                                              | DVD          | TFBQ-18029                             |
| 2004年12月1日          | ユグドラシル                                                         | DVD          | TFBQ-18053                             |
| 2006年9月20日          | 人形劇ギルド                                                         | DVD          | TFBQ-18066                             |
| 2008年5月14日          | orbital period                                                       | DVD          | TFBQ-18087                             |
| 2011年10月19日         | COSMONAUT                                                            | DVD          | TFBQ-18118                             |
| 2011年11月2日          | COSMONAUT                                                            | Blu-ray      | TFXQ-78101                             |
| 2013年3月6日           | BUMP OF CHICKEN GOLD GLIDER TOUR 2012                                | 2DVD+CD      | TFBQ-18135（初回限定盤）               |
| 2013年3月6日           | BUMP OF CHICKEN GOLD GLIDER TOUR 2012                                | 2DVD         | TFBQ-18136（通常盤）                   |
| 2013年3月6日           | BUMP OF CHICKEN GOLD GLIDER TOUR 2012                                | Blu-ray+CD   | TFXQ-78108（初回限定盤）               |
| 2013年3月6日           | BUMP OF CHICKEN GOLD GLIDER TOUR 2012                                | Blu-ray      | TFXQ-78109（通常盤）                   |
| 2015年2月4日           | BUMP OF CHICKEN WILLPOLIS 2014                                       | 2DVD+CD      | TFBQ-18163（初回限定盤）               |
| 2015年2月4日           | BUMP OF CHICKEN WILLPOLIS 2014                                       | 2DVD         | TFBQ-18164（通常盤）                   |
| 2015年2月4日           | BUMP OF CHICKEN WILLPOLIS 2014                                       | Blu-ray+CD   | TFXQ-78117（初回限定盤）               |
| 2015年2月4日           | BUMP OF CHICKEN WILLPOLIS 2014                                       | Blu-ray      | TFXQ-78118 （通常盤）                  |
| 2016年7月13日          | BUMP OF CHICKEN 結成20周年記念 Special Live 「20」                   | DVD+CD       | TFBQ-18188（初回限定盤）               |
| 2016年7月13日          | BUMP OF CHICKEN 結成20周年記念 Special Live 「20」                   | DVD          | TFBQ-18189（通常盤）                   |
| 2016年7月13日          | BUMP OF CHICKEN 結成20周年記念 Special Live 「20」                   | Blu-ray+CD   | TFXQ-78144（初回限定盤）               |
| 2016年7月13日          | BUMP OF CHICKEN 結成20周年記念 Special Live 「20」                   | Blu-ray      | TFXQ-78145 （通常盤）                  |
| 2016年12月21日         | BUMP OF CHICKEN STADIUM TOUR 2016 "BFLY" NISSAN STADIUM 2016/7/16,17 | 2DVD+CD      | TFBQ-18190（初回限定盤）               |
| 2016年12月21日         | BUMP OF CHICKEN STADIUM TOUR 2016 "BFLY" NISSAN STADIUM 2016/7/16,17 | DVD          | TFBQ-18191（通常盤）                   |
| 2016年12月21日         | BUMP OF CHICKEN STADIUM TOUR 2016 "BFLY" NISSAN STADIUM 2016/7/16,17 | Blu-ray+CD   | TFXQ-78147（初回限定盤）               |
| 2016年12月21日         | BUMP OF CHICKEN STADIUM TOUR 2016 "BFLY" NISSAN STADIUM 2016/7/16,17 | Blu-ray      | TFXQ-78148 （通常盤）                  |
| 2018年2月10日          | BUMP OF CHICKEN PATHFINDER LIVE AT STUDIO COAST                      | DVD          | PPTF-1027                              |
| 2018年2月10日          | BUMP OF CHICKEN PATHFINDER LIVE AT STUDIO COAST                      | Blu-ray      | PPTF-7017                              |
| 2018年8月8日           | BUMP OF CHICKEN TOUR 2017-2018 PATHFINDER SAITAMA SUPER ARENA        | 2DVD+CD      | TFBQ-18207（初回限定盤）               |
| 2018年8月8日           | BUMP OF CHICKEN TOUR 2017-2018 PATHFINDER SAITAMA SUPER ARENA        | DVD          | TFBQ-18209（通常盤）                   |
| 2018年8月8日           | BUMP OF CHICKEN TOUR 2017-2018 PATHFINDER SAITAMA SUPER ARENA        | Blu-ray+CD   | TFXQ-78165（初回限定盤）               |
| 2018年8月8日           | BUMP OF CHICKEN TOUR 2017-2018 PATHFINDER SAITAMA SUPER ARENA        | Blu-ray      | TFXQ-78166（通常盤）                   |
| 2020年11月4日          | BUMP OF CHICKEN TOUR 2019 aurora ark TOKYO DOME                      | 3DVD+CD      | TFBQ-18232（初回限定盤）               |
| 2020年11月4日          | BUMP OF CHICKEN TOUR 2019 aurora ark TOKYO DOME                      | 2DVD+CD      | TFBQ-18233（通常盤）                   |
| 2020年11月4日          | BUMP OF CHICKEN TOUR 2019 aurora ark TOKYO DOME                      | 2Blu-ray+CD  | TFXQ-78188（初回限定盤）               |
| 2020年11月4日          | BUMP OF CHICKEN TOUR 2019 aurora ark TOKYO DOME                      | Blu-ray+CD   | TFXQ-78189（通常盤）                   |
| 2023年4月5日           | BUMP OF CHICKEN LIVE 2022 Silver Jubilee at Makuhari Messe           | Blu-ray+CD   | TFXQ-78232（初回限定盤）               |
| 2023年5月24日          | BUMP OF CHICKEN TOUR 2022 Silver Jubilee at Zepp Haneda(TOKYO)       | Blu-ray+CD   | TFXQ-78238（初回限定盤）               |
| 2023年12月20日         | BUMP OF CHICKEN TOUR 2023 be there at SAITAMA SUPER ARENA            | 2Blu-ray+2CD | PPTF-7087（TOY'S STORE限定初回限定盤） |
| 2023年12月20日         | BUMP OF CHICKEN TOUR 2023 be there at SAITAMA SUPER ARENA            | Blu-ray+CD   | TFXQ-78265（通常盤）                   |
| 2025年2月10日          | BUMP OF CHICKEN TOUR ホームシック衛星2024 at Ariake Arena            | Blu-ray+2CD  | PPTF-7121（TOY'S STORE限定盤）         |

### 参加作品
| 発売日        | タイトル                                         | 規格 | 規格品番   | 収録曲                        |
| ------------- | ------------------------------------------------ | ---- | ---------- | ----------------------------- |
| 2004年9月16日 | SYNCHRONIZED ROCKERS                             | CD   | KICS-1103  | ハイブリッド レインボウ       |
| 2015年7月15日 | TVアニメ『血界戦線』オリジナル・サウンドトラック | 2CD  | THCA-60055 | Hello,World!(TV size version) |

### 自主制作
- デモテープ（日付不詳）
  - BUMP OF CHICKEN（のテーマ）/DANNY/ガラスのブルース他
- NO REASON(BOC-001)（1997年10月）
  - 千葉ANGAで販売されたデモテープ。後に下北沢ハイラインレコーズから販売された。
  - ガラスのブルース/アルエ/ナイフ
- no title(demo tape)(1998年9月23日)
  - BUMP OF CHICKENのテーマ/18 years story/リトルブレイバー/アルエ/ナイフ/くだらない唄/ガラスのブルース
- BUMP OF CHICKEN(BOC-002)（1998年10月24日）
  - 500枚限定シリアルNO入りCD
  - アルエ/リトルブレイバー/ナイフ

※これ以前にもカバー曲などを主としたテープが複数存在している。

## タイアップ
| 起用年 | 曲名                               | タイアップ                                                                                               |
| ------ | ---------------------------------- | --- |
| 2002年 | 天体観測                           | 関西テレビ・フジテレビ系ドラマ『天体観測』挿入歌                                                         |
| 2003年 | sailing day                        | 映画『ONE PIECE THE MOVIE デッドエンドの冒険』主題歌                                                     |
| 2005年 | カルマ                             | PlayStation 2用ゲームソフト『テイルズ オブ ジ アビス』主題歌                                             |
| 2006年 | 涙のふるさと                       | ロッテ『エアーズ』CMソング                                                                               |
| 2007年 | 花の名                             | 映画『ALWAYS 続・三丁目の夕日』主題歌                                                                    |
| 2008年 | カルマ                             | テレビアニメ『テイルズ オブ ジ アビス』オープニングテーマ                                                |
| 2010年 | pinkie                             | インターネットサイト『1924.jp』テーマソング                                                              |
| 2010年 | pinkie                             | フジテレビ系列トークドキュメンタリー番組『1924』エンディングテーマ                                       |
| 2010年 | 魔法の料理 〜君から君へ〜          | NHK『みんなのうた』2010年4-5月度使用曲                                                                   |
| 2011年 | 友達の唄                           | 映画『映画ドラえもん 新・のび太と鉄人兵団 〜はばたけ 天使たち〜』主題歌                                  |
| 2011年 | Smile                              | ソフトバンクモバイル提供『復興支援ポータルサイト』CMソング                                               |
| 2011年 | ゼロ                               | PlayStation Portable専用ソフト『ファイナルファンタジー零式』主題歌                                       |
| 2012年 | グッドラック                       | 映画『ALWAYS 三丁目の夕日'64』主題歌                                                                     |
| 2012年 | firefly                            | フジテレビ系ドラマ『息もできない夏』主題歌                                                               |
| 2013年 | 虹を待つ人                         | 映画『ガッチャマン』主題歌                                                                               |
| 2013年 | 天体観測                           | ドコモ dヒッツ「夏の思い出編」CMソング                                                                   |
| 2014年 | ファイター                         | 漫画『3月のライオン』コラボレーション楽曲                                                                |
| 2014年 | パレード                           | 映画『寄生獣』主題歌                                                                                     |
| 2015年 | ファイター                         | 奈良テレビ放送『高校野球ハイライトドラマティックナイン』2015年度エンディングテーマ                       |
| 2015年 | Hello,world!                       | テレビアニメ『血界戦線』オープニングテーマ                                                               |
| 2015年 | コロニー                           | 映画『寄生獣 完結編』主題歌                                                                              |
| 2016年 | Butterfly                          | Google Play Music CMソング                                                                               |
| 2016年 | 宝石になった日                     | カルピス『カルピスウォーター』CMソング                                                                   |
| 2016年 | アリア                             | TBS系ドラマ『仰げば尊し』主題歌                                                                          |
| 2016年 | アンサー                           | NHK総合テレビアニメ『3月のライオン』オープニングテーマ                                                   |
| 2016年 | ファイター                         | NHK総合テレビアニメ『3月のライオン』エンディングテーマ                                                   |
| 2016年 | GO                                 | ソーシャルゲーム『グランブルーファンタジー』「Go into the blue」篇CMソング                               |
| 2017年 | GO                                 | テレビアニメ『GRANBLUE FANTASY The Animation』オープニングテーマ                                         |
| 2017年 | 記念撮影                           | 日清カップヌードル『HUNGRY DAYS アオハルかよ。』CMソング                                                 |
| 2017年 | リボン                             | サムスン電子スマートフォン『Galaxy S8』CMソング                                                          |
| 2018年 | シリウス                           | テレビアニメ『重神機パンドーラ』オープニングテーマ                                                       |
| 2018年 | Spica                              | テレビアニメ『重神機パンドーラ』エンディングテーマ                                                       |
| 2018年 | 望遠のマーチ                       | ガンホースマートフォン向けゲーム『妖怪ウォッチ ワールド』CMソング                                        |
| 2018年 | 話がしたいよ                       | 映画『億男』主題歌                                                                                       |
| 2018年 | 月虹                               | テレビアニメ『からくりサーカス』オープニングテーマ                                                       |
| 2018年 | 新世界                             | ロッテ創業70周年記念スペシャルアニメーション『ベイビーアイラブユーだぜ』テーマソング                     |
| 2019年 | ロストマン                         | サッポロビール『第95回箱根駅伝 箱根駅伝その先へ』CMソング                                                |
| 2019年 | Aurora                             | TBS系ドラマ『グッドワイフ』主題歌                                                                        |
| 2019年 | 月虹                               | テレビアニメ『からくりサーカス』エンディングテーマ                                                       |
| 2019年 | 記念撮影                           | 日清カップヌードル『HUNGRY DAYS ワンピース』CMソング                                                     |
| 2020年 | 流れ星の正体                       | 「じゃらん」30周年特別記念フィルム「ここではないどこかで」主題歌                                         |
| 2020年 | 天体観測                           | テレビ東京系『有吉ぃぃeeeee!そうだ!今からお前んチでゲームしない?』8月度勝手にEDテーマ（第77話 - 第78話） |
| 2020年 | Gravity                            | アニメ映画『思い、思われ、ふり、ふられ』主題歌                                                           |
| 2020年 | リボン                             | アニメ映画『思い、思われ、ふり、ふられ』挿入歌                                                           |
| 2020年 | アカシア                           | ポケモンスペシャルミュージックビデオ『GOTCHA!』テーマソング                                              |
| 2021年 | なないろ                           | NHK連続テレビ小説『おかえりモネ』主題歌                                                                  |
| 2021年 | Small world                        | 映画『映画 すみっコぐらし 青い月夜のまほうのコ』主題歌                                                   |
| 2022年 | Stage of the ground                | サッポロビール『第98回箱根駅伝 4年生力篇』CMソング                                                       |
| 2022年 | クロノスタシス                     | アニメ映画『名探偵コナン ハロウィンの花嫁』主題歌                                                        |
| 2022年 | 天体観測(2022 Rerecording Version) | Apple Music『ドルビーアトモスの空間オーディオで「天体観測」を再発見篇』CMソング                          |
| 2022年 | SOUVENIR                           | テレビ東京系アニメ『SPY×FAMILY』第2クールオープニングテーマ                                              |
| 2022年 | 天体観測(2022 Rerecording Version) | SUBARU「クロストレック」CMソング                                                                         |
| 2023年 | 天体観測(2022 Rerecording Version) | TOHO animation 10周年プロジェクト「TOHO animation ミュージックフィルムズ」第1弾作品『天体観測』主題歌    |
| 2023年 | 窓の中から                         | NHK『18祭』テーマソング                                                                                  |
| 2024年 | Sleep Walking Orchestra            | テレビアニメ『ダンジョン飯』オープニングテーマ                                                           |
| 2024年 | ダイヤモンド                       | サッポロビール『第100回箱根駅伝』CMソング                                                                |
| 2024年 | 邂逅                               | 映画『陰陽師0』主題歌                                                                                    |
| 2024年 | strawberry                         | TBS系ドラマ『西園寺さんは家事をしない』主題歌                                                            |
| 2024年 | メーデー                           | 「トランスフォーマー40周年記念 スペシャルムービー」使用楽曲                                              |
| 2025年 | リボン                             | 映画『星つなぎのエリオ』日本版エンドソング                                                               |

## ミュージック・ビデオ
アルバム『jupiter』から『COSMONAUT』まではミュージック・ビデオ集（PV集）がアルバムごとにリリースされていた（ただし編集盤『present from you』のMV集は発売されていない）。『RAY』以降の楽曲のMVについては、アルバムの初回限定盤付属DVD（またはBlu-ray）に収録されることが多くなっている。なお、メジャーデビュー後に発表されたほぼ全てのMVがYouTubeで公開されている。
前述の通り、メジャーデビュー以降から2015年の「Hello,world!」までのMVはほぼ全て映像作家の番場秀一の手によるものである。近年は東市篤憲や林響太朗が監督を務めることが多くなっている。
※公開年はYouTube上によるものとする。
| 公開年 | 監督                   | 曲名                         | 備考                                               |
| ------ | ---------------------- | ---------------------------- | -------------------------------------------------- |
| 2009年 | 番場秀一               | R.I.P.                       |                                                    |
| 2009年 | 番場秀一               | Merry Christmas              |                                                    |
| 2010年 | 番場秀一               | 魔法の料理 〜君から君へ〜    |                                                    |
| 2010年 | 番場秀一               | カルマ                       |                                                    |
| 2010年 | 番場秀一               | 車輪の唄                     |                                                    |
| 2010年 | 番場秀一               | HAPPY                        |                                                    |
| 2010年 | 番場秀一               | 宇宙飛行士への手紙           |                                                    |
| 2010年 | 番場秀一               | モーターサイクル             |                                                    |
| 2010年 | 番場秀一               | 天体観測                     |                                                    |
| 2010年 | 番場秀一               | sailing day                  |                                                    |
| 2011年 | 番場秀一               | 友達の唄                     |                                                    |
| 2013年 | 番場秀一               | 天体観測                     | スペシャル MV                                      |
| 2013年 | 番場秀一               | 虹を待つ人                   |                                                    |
| 2014年 | 東市篤憲               | ray                          |                                                    |
| 2014年 | 東市篤憲               | ray（feat.HATSUNE MIKU）     |                                                    |
| 2014年 | 番場秀一               | You were here                |                                                    |
| 2014年 | 山崎貴 八木竜一 花房真 | パレード                     |                                                    |
| 2014年 | 番場秀一               | ファイター                   |                                                    |
| 2014年 | 羽海野チカ             | ファイター                   | 「3月のライオン meets BUMP OF CHICKEN」            |
| 2015年 | 山崎貴 八木竜一        | コロニー                     |                                                    |
| 2015年 | 番場秀一 東市篤憲      | Hello,world!                 |                                                    |
| 2016年 | 東市篤憲               | Butterfly                    |                                                    |
| 2016年 | 東市篤憲               | 宝石になった日               |                                                    |
| 2016年 | 東市篤憲               | アリア                       |                                                    |
| 2016年 | 東市篤憲               | GO                           |                                                    |
| 2017年 | 不明                   | アンサー                     | アニメ制作会社シャフトが監修                       |
| 2017年 | 東市篤憲               | リボン                       |                                                    |
| 2017年 | 東市篤憲               | 記念撮影                     | リリックビデオ                                     |
| 2017年 | 東市篤憲               | 記念撮影                     |                                                    |
| 2018年 | シシヤマザキ           | 望遠のマーチ                 |                                                    |
| 2018年 | 東市篤憲               | シリウス                     |                                                    |
| 2018年 | 東市篤憲               | 話がしたいよ                 |                                                    |
| 2018年 | 東市篤憲               | Spica                        | リリックビデオ                                     |
| 2019年 | 林響太朗               | Aurora                       | 出演:上原実矩                                      |
| 2019年 |                        | 流れ星の正体（弾き語り）     | 藤原による手書きの歌詞のみ表示（リリックビデオ）。 |
| 2019年 | 林響太朗               | 流れ星の正体                 |                                                    |
| 2020年 | 番場秀一               | firefly                      |                                                    |
| 2020年 | 番場秀一               | Smile                        | Band ver.                                          |
| 2020年 | 番場秀一               | supernova                    |                                                    |
| 2020年 | 番場秀一               | Stage of the ground          |                                                    |
| 2020年 | 番場秀一               | アルエ                       |                                                    |
| 2020年 | 番場秀一               | ギルド                       |                                                    |
| 2020年 | 番場秀一               | スノースマイル               |                                                    |
| 2020年 | 番場秀一               | ゼロ                         |                                                    |
| 2020年 | 番場秀一               | ダイヤモンド                 |                                                    |
| 2020年 | 番場秀一               | バイバイサンキュー           |                                                    |
| 2020年 | 番場秀一               | 花の名                       |                                                    |
| 2020年 | 番場秀一               | ハルジオン                   |                                                    |
| 2020年 | 番場秀一               | プラネタリウム               |                                                    |
| 2020年 | 番場秀一               | 真っ赤な空を見ただろうか     |                                                    |
| 2020年 | 番場秀一               | メーデー                     |                                                    |
| 2020年 | 番場秀一               | メロディーフラッグ           |                                                    |
| 2020年 | 番場秀一               | 三つ星カルテット             |                                                    |
| 2020年 | 番場秀一               | beautiful glider             |                                                    |
| 2020年 | 番場秀一 清水康彦      | オンリー ロンリー グローリー |                                                    |
| 2020年 | 番場秀一 鷹野原均      | ロストマン                   |                                                    |
| 2020年 | 山崎貴                 | グッドラック                 |                                                    |
| 2020年 | 山崎貴                 | 涙のふるさと                 | 出演:堀北真希・森岡龍                              |
| 2020年 | 林響太朗               | Gravity                      |                                                    |
| 2020年 | 松本理恵               | アカシア                     | ポケモンスペシャルMV「GOTCHA!」                    |
| 2020年 | 依田伸隆               | 新世界                       |                                                    |
| 2021年 | 太田好治               | Flare                        |                                                    |
| 2021年 | 林響太朗               | なないろ                     |                                                    |
| 2021年 | 小島央大               | Small world                  |                                                    |
| 2021年 | 島田大介               | なないろ                     | Performance MV                                     |
| 2022年 | 林響太朗               | クロノスタシス               |                                                    |
| 2022年 | Spikey John            | SOUVENIR                     |                                                    |
| 2023年 | 林響太朗               | 窓の中から                   | 藤原がアカペラで歌う、MVオリジナルのシーンがある。 |
| 2024年 | 佐伯雄一郎             | Sleep Walking Orchestra      |                                                    |
| 2024年 | 林響太朗               | 邂逅                         |                                                    |
| 2024年 | 林響太朗               | strawberry                   |                                                    |
| 2024年 | 佐伯雄一郎             | 飴玉の唄                     |                                                    |

### 未公開ミュージックビデオ
※YouTubeで公開されていないMV（過去に公開されていたMVを含む）。
| 監督     | 曲名                           | 備考 |
| -------- | ------------------------------ | --- |
| 井上雄彦 | Smile                          | 『Smile』収録 |
| 太田達也 | LAMP                           | 『ビデオポキール』収録 |
| 北岡一哲 | グロリアスレボリューション     | 『ビデオポキール』収録 |
| 黒田智之 | ガラスのブルース               | 『ビデオポキール』収録 |
| 黒田智之 | リトルブレイバー               | 『ビデオポキール』収録 |
| 不明     | スノースマイル（ringing ver.） | |
| 不明     | BELIEVE                        | 映像作品『orbital period』隠し映像 |
| 不明     | OF COURSE                      | 映像作品『COSMONAUT』隠し映像 |
| 不明     | 月虹                           | 『aurora arc』初回盤収録 |
| 不明     | 歩く幽霊                       | 撮影はされたがどこにも公開されていない。 |
| 不明     | アンサー                       | TV size ver. アニメ制作会社シャフト監修 |
| 不明     | 記念撮影                       | 「HUNGRY DAYS × BUMP OF CHICKEN」 |
| 不明     | BUMP OF CHICKENのテーマ        | 『BUMP OF CHICKEN 結成20周年記念 Special Live 「20」』隠し映像 |
| 不明     | オマール                       | 『BUMP OF CHICKEN TOUR 2017-2018 PATHFINDER SAITAMA SUPER ARENA』隠し映像 『Hello,world!/コロニー』初回限定盤DVD隠し映像                                                         |
| 不明     | TO.I.KI                        | 『BUMP OF CHICKEN STADIUM TOUR 2016 "BFLY" NISSAN STADIUM 2016/7/16,17』隠し映像                                                                                                 |
| 不明     | 山よ                           | 『話がしたいよ/シリウス/Spica』初回限定盤DVD隠し映像。初回盤CDに収録されたアレンジとなっている。                                                                                 |
| 不明     | ぱやぱぱエース                 | 『aurora arc』初回限定盤DVD隠し映像 |
| 不明     | 鋼鉄のバロング                 | 『BUMP OF CHICKEN TOUR 2019 aurora ark TOKYO DOME』隠し映像 『BUMP OF CHICKEN TOUR 2022 Silver Jubilee at Zepp Haneda(TOKYO)』隠し映像 『アカシア/Gravity』アカシア盤DVD隠し映像 |
| 不明     | やさしごん                     | 『なないろ』初回限定盤DVD/Blu-ray隠し映像 |
| 不明     | 大地                           | 『BUMP OF CHICKEN LIVE 2022 Silver Jubilee at Makuhari Messe』隠し映像 |
| 不明     | 朝焼け                         | 『BUMP OF CHICKEN TOUR ホームシック衛星2024 at Ariake Arena』隠し映像 |

## 出演

### レギュラー番組
- bayfm・PONTSUKA!!（1999年10月3日 - ）

### 過去の出演番組

#### ラジオ
- bayfm・『NEO STREAM NIGHT』内「VIVA!!LONGFELLOW」（1998年10月4日 - 1998年10月25日）
- ニッポン放送・BUMP OF CHICKENのallnightnippon-r 毎週火曜日2部レギュラー（2001年12月 - 2002年3月）
- JFN・BUMP OF CHICKENプロデュース・スーパーエディション（2004年8月）
- TOKYO FM・『SCHOOL OF LOCK!』内「BUMP LOCKS!」（2005年10月5日 - 12月27日、2007年12月4日 - 2008年2月26日、2010年10月4日 - 2011年3月28日、2014年3月6日 - 3月27日）
- NHKラジオ第1放送・『らじるラボ』内「ラボトーク」（2021年5月17日）

#### テレビ
- スペースシャワーTV・BUMP TV -Men'Experience-（2001年4月 - 2002年3月）
- JAPAN COUNTDOWN（テレビ東京、2010年12月19日）
- JAPAN COUNTDOWN（テレビ東京、2011年10月02日）
- ミュージックステーション（テレビ朝日、2014年7月25日）※地上波初パフォーマンス。
演奏曲：「虹を待つ人」「ray」
- SONGS（NHK総合、2015年12月5日）
演奏曲：「天体観測」「花の名」「ray」「ガラスのブルース」
- 第66回NHK紅白歌合戦（NHK総合、2015年12月31日）
演奏曲：「ray」※「COUNTDOWN JAPAN 15/16」(幕張メッセ)でのパフォーマンスが生中継された。
- SONGS（NHK総合、2016年2月13日）
演奏曲：「Hello,world!」「車輪の唄」「supernova」「Butterfly」
- ミュージックステーション（テレビ朝日、2018年10月19日）
演奏曲：「話がしたいよ」
- SONGS（NHK総合、2021年2月27日）
※当時活動休止中の直井を除く3人での出演となった。
演奏曲：「アカシア」「Aurora」「Flare」「魔法の料理 〜君から君へ〜」
- 第72回NHK紅白歌合戦 (NHK総合、2021年12月31日)
演奏曲：「天体観測」「なないろ」※どちらも事前収録
- BUMP OF CHICKEN 18祭（NHK総合、2023年3月31日）
演奏曲：「窓の中から」※1000人の18歳世代とのパフォーマンス。
- 関ジャム 完全燃SHOW（テレビ朝日、2023年4月2日・16日）
4月2日の放送には藤原のみ出演、16日の放送には4人で出演（どちらもVTR出演）[176][177]。
- CDTV ライブ! ライブ!（TBS、2024年9月2日）
演奏曲：「なないろ」「ray」「SOUVENIR」「Sleep Walking Orchestra」「クロノスタシス」「天体観測」「アカシア」※「BUMP OF CHICKENフェス」に出演。
- CDTV ライブ!ライブ!（TBS、2024年9月9日）
演奏曲：「strawberry」

##### NHK紅白歌合戦出場歴
| 年度   | 放送回 | 回 | 曲目               | 出演順 | 備考                 |
| ------ | ------ | -- | ------------------ | ------ | -------------------- |
| 2015年 | 第66回 | 初 | ray                | 19/26  | 幕張メッセから中継。 |
| 2021年 | 第72回 | 2  | 天体観測、なないろ | 19/22  |                      |

### 映画
- BUMP OF CHICKEN "WILLPOLIS 2014" 劇場版（2014年12月5日公開）※同年12月18日までの2週間限定公開。

### CM
- Apple Music 「ドルビーアトモスの空間オーディオで、『天体観測』を再発見。」篇（2022年3月25日 - ）

## 受賞歴
| 年   | 受賞対象                              | 賞                                                                                    |
| ---- | ------------------------------------- | ------------------------------------------------------------------------------------- |
| 2004 | ロストマン                            | SPACE SHOWER Music Video Awards 2004・BEST YOUR CHOICE                                |
| 2005 | 車輪の唄                              | SPACE SHOWER Music Video Awards 2005・BEST YOUR CHOICE                                |
| 2005 | ユグドラシル                          | 第19回日本ゴールドディスク大賞・ロック&ポップ・アルバム・オブ・ザ・イヤー（邦楽部門） |
| 2007 | 人形劇ギルド                          | SPACE SHOWER Music Video Awards 2007・BEST CREATIVE WORK                              |
| 2007 | 花の名                                | FM FESTIVAL RADIO AWARD IN JAPAN“LIFE MUSIC 2007”・LIFE MUSIC OF THE YEAR（大賞）     |
| 2008 | 花の名                                | SPACE SHOWER Music Video Awards 2008・BEST VIDEO OF THE YEAR                          |
| 2008 | 花の名                                | SPACE SHOWER Music Video Awards 2008・BEST YOUR CHOICE                                |
| 2008 | 花の名                                | SPACE SHOWER Music Video Awards 2008・BEST GROUP VIDEO                                |
| 2010 | 宇宙飛行士への手紙                    | iTunes Rewind 2010・ベストソング（ロック部門）                                        |
| 2013 | BUMP OF CHICKEN GOLD GLIDER TOUR 2012 | ミュージック・ジャケット大賞 2013・音楽映像賞                                         |
| 2014 | 虹を待つ人                            | SPACE SHOWER MUSIC VIDEO AWARDS 2014・BEST YOUR CHOICE                                |
| 2014 | BUMP OF CHICKEN                       | iTunes Best of 2014 今年のベスト・ベストアーティスト                                  |
| 2015 | ray                                   | SPACE SHOWER MUSIC VIDEO AWARDS 2015・BEST YOUR CHOICE                                |
| 2016 | BUMP OF CHICKEN                       | SPACE SHOWER MUSIC AWARDS 2016・PEOPLE’S CHOICE                                       |
| 2019 | Aurora                                | MTV Video Music Awards Japan 2019・最優秀ロックビデオ                                 |
| 2020 | Aurora                                | SPACE SHOWER MUSIC AWARDS 2020・BEST VIDEO OF THE YEAR                                |
| 2025 | Iris                                  | 第17回CDショップ大賞 2025・入賞（赤）                                                 |